# Cortex Park Station
Cortex Park Station er en  letbanestation på Odense Letbane, beliggende på Campusvej ved Cortex Park i Odense. Stationen åbnede sammen med letbanen 28. maj 2022.
Letbanen ligger midt på Campusvej. Stationen ligger lidt syd for krydset med Niels Bohrs Allé og består af to spor med hver sin sideliggende perron med adgang via et fodgængerfelt. Nord for stationen er stisystemet omkring krydset blevet optimeret i forbindelse med anlæggelsen af letbanen, blandt andet med en ny stitunnel under Niels Bohrs Allé. Syd for stationen er Campusvej spærret for biltrafik, der i stedet må køre øst eller vest om Syddansk Universitet.
Samtidig med anlæggelsen af letbanen er de tidligere marker omkring vejen ved at blive erstattet af den ny forsker- og erhvervsbydel Cortex Park. I området øst for stationen ligger således kontorhotellet og konferencebygningen Videnbyen og Syddansk Universitets afdeling Cortex Lab.
Cortex Park
| Foregående station     |  | Odense Letbane                       |  | Efterfølgende station      |
| ---------------------- |  | ------------------------------------ |  | -------------------------- |
| Bilka mod Tarup Center |  | Tarup Center - Hjallese fra maj 2022 |  | Campus Odense mod Hjallese |